# Trimethylsilylazid
Trimethylsilylazid ist eine chemische Verbindung aus der Gruppe der Azide.

## Gewinnung und Darstellung
Trimethylsilylazid kann durch Reaktion von Chlortrimethylsilan mit Natriumazid in Chinolin gewonnen werden.
{\displaystyle \mathrm {(CH_{3})_{3}SiCl+NaN_{3}\longrightarrow (CH_{3})_{3}SiN_{3}+NaCl} }

## Eigenschaften
Trimethylsilylazid ist eine farblose, thermisch stabile, aber hydrolyseempfindliche Flüssigkeit.

## Verwendung
Trimethylsilylazid kann zur Herstellung von Carbonsäureaziden aus Carbonsäurechloriden und Alkinylisocyanverbindungen verwendet werden. Durch Reaktion mit Berylliumchlorid kann Berylliumazid gewonnen werden.
{\displaystyle \mathrm {BeCl_{2}+2\ (CH_{3})_{3}SiN_{3}} } {\displaystyle \mathrm {\longrightarrow Be(N_{3})_{2}+2\ (CH_{3})_{3}SiCl} }